# Soyouz TM-27
TM-27 est une mission de Soyouz vers la station Mir.

## Équipage
Décollage :

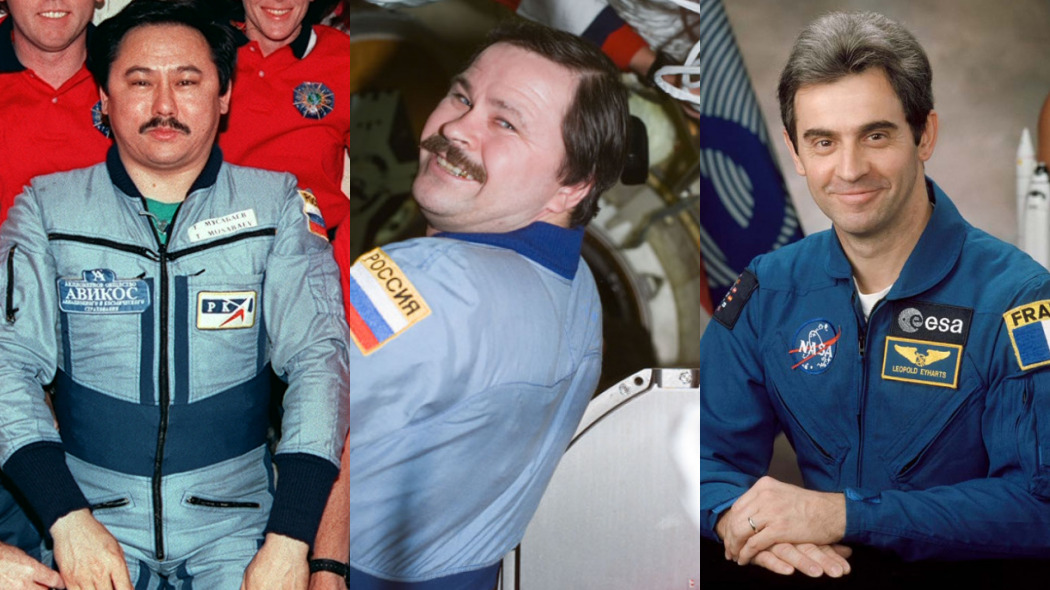
Équipage du Soyouz TM-27. De gauche à droite : Talgat Moussabaïev, Nikolaï Boudarine et Léopold Eyharts.

- Commandant : Talgat Musabayev (2)  Kazakhstan
- Ingénieur de vol : Nikolai Budarin (2)  Russie
- Cosmonaute chercheur : Léopold Eyharts (1)  France

Atterrissage :
- Commandant : Talgat Musabayev (2)  Kazakhstan
- Ingénieur de vol : Nikolai Budarin (2)  Russie
- Cosmonaute chercheur : Yuri Baturin (1)  Russie

## Paramètres de la mission
- Masse: 7 150 kg
- Périgée: 382 km
- Apogée: 390 km
- Inclinaison: 51,6°
- Période: 92,1 min

## Réalisations de la mission
- Amarrage avec Mir
- Relève d'une partie de l'équipage
- Mission PEGASE du CNES menée à bien
- Expériences scientifiques de routine

## Sorties extravéhiculaires
- 3 mars 1998 : avortée en raison d'une trappe défectueuse
- 1er avril 1998 : (6 h 40 min)
- 6 avril 1998 : (4 h 23 min)
- 11 avril 1998 : (6 h 25 min)
- 17 avril 1998 : (6 h 32 min)
- 22 avril 1998 : (6 h 21 min)
- Durant les 5 sorties, les cosmonautes ont réparé le panneau solaire du module Spektr et installé un nouveau système VDU d'orientation de la station.

## À noter
Ces cosmonautes et l'astronaute Andy Thomas (arrivé avec STS-89) deviennent le 25e équipage résident. Eyharts atterrit le 19/02/1998 avec le vaisseau spatial Soyouz TM-26.